# Remigio Verdía Jolí
Remigio Verdía Jolí  (Barcelona, 23 de julho de 1902  - Málaga, 2 de janeiro de 1937) foi um destacado militar espanhol, especialista em submarinos, que durante a Guerra Civil Espanhola prestou seus serviços no lado republicano.  

## Biografia
Remigio Verdía Jolí nasceu em Barcelona em 23 de julho de 1902 no seio de uma família de grande tradição militar. Filho de Genaro Eduardo Verdía Caula (Chefe da Estação torpedeira de Cartagena) e de María Jolí Bolívar.

### Carreira militar
Carreira Acadêmica e Militar:  
Verdía ingressou em outubro de 1917 à idade de quinze anos na Escola naval militar.
Em setembro de 1918, embarcou como aluno no cruzeiro  Reina Regente  e em janeiro de 1920 no acorazado  Pelayo.
Em setembro de 1920, em sua viagem de práticas como guarda-marinha, embarcou rumo a América na Rainha Regente junto a Álvaro Guitián, Luis Carrero Blanco e Manuel Espinosa Rodríguez.
Entre os anos 1921 e 1922 é membro da dotação do acorazado  Espanha e do cruzeiro  Carlos V. Foi-lhe concedida a cruz do mérito naval de 1ª classe.
Em setembro de 1922 embarcou no transporte Contramaestre Casado.
Em 1923, foi ascendido a alférez de navio, em outubro embarcou no cañonero Recalde e em novembro desse mesmo ano foi nomeado 2º comandante do guardacostas Uad Muluya.
Em 1924, esteve 3 meses embarcado fazendo práticas no submarino  B-3.
Em agosto de 1924 embarcou como alferes de navio no canhoneiro Cánovas do Castillo.
Em novembro de 1925 foi concedida a medalha naval militar pelos méritos contraídos nas operações de desembarco em Alhucemas, foi-lhe imposta a condecoração em fevereiro de 1926 a bordo do cruzeiro Reina Victoria afundado em Ceuta. Recebe também em 1926 pelo mesmo motivo a cruz de 1ª classe da ordem do mérito naval com distintivo vermelho.
Em 1926 viajou a Lieja a cursar estudos de engenharia elétrica, acompanharam-lhe seus parceiros tenentes de navio Manuel Espinosa Rodríguez e Luis Presenteado Rodríguez, regressando a Espanha em 1927. Neste mesmo ano recebe a medalha naval coletiva e a cruz naval de 1ª classe Mª Cristina.
Em novembro de 1927, ascendido a tenente de navio foi nomeado 2º comandante do submarino  A-1. Recebe neste ano a cruz do mérito militar e mérito naval, ambas com distintivo vermelho.
Em 1929 transladou-se a Madrid a realizar um curso de guerra química que se deu na fábrica nacional de produtos químicos Alfonso XIII. Acompanhou-lhe em sua viagem o tenente de navio Luis Carrero Blanco, o engenheiro auxiliar Fernando Corominas, o engenheiro artilheiro José Arroio e o médico José Uberos.
Em agosto de 1929 foi nomeado segundo comandante do submarino A-2.
Em outubro do ano 1933 ocupou durante uns dias o comando do submarino A-1. O 18 de outubro passará a desempenhar o cargo de comandante do submarino  B-5, até outubro de 1934.
Em 1934, realizou um extraordinário trabalho de recuperação de várias linhas de torpedos que se encontravam perdidas em Mahón, por este trabalho será condecorado junto a vários colegas com a cruz de primeira classe do mérito naval.
Em fevereiro de 1935 foi nomeado subdiretor da Escola de armas submarinas de Cartagena.
Em setembro de 1935 viajou a Inglaterra em comissão de serviços com o fim de incrementar seus amplos conhecimentos em matéria submarina.

### Guerra Civil
Em julho de 1936 surpreendeu-lhe a sublevación como subdirector da Escola de armas submarinas em Cartagena, ficando a favor do Governo.  Chega a Málaga no dia 23 de agosto com o grau de capitão de corveta comandando o submarino  C-2,  desde este porto dirige-se ao norte de Espanha. O 15 de setembro de 1936 foi nomeado Chefe da frota submarina do Cantábrico e uns dias mais tarde Chefe da flotilha submarina com base em Málaga.
Na capital malagueña despregou junto ao Chefe naval malagueño Sanmartín uma extraordinária atividade para tentar organizar as forças da Base, ocupou-se dos semáforos (avistamentos de navios e aviões desde diferentes pontos estratégicos da costa), puseram a ponto várias instalações portuárias para a manutenção de munição naval, participava pessoalmente em voos de reconhecimento e ante a presença dos cruzeiros  Canárias e  Cervera, encarregou-se de confeccionar silhuetas  dos navios inimigos, as quais se repartiram a observadores costeros e pescadores para que comunicassem sua presença assim que os divisassem. 
De facto, durante o período em que Verdía manteve a Jefatura da força submarina em Málaga, os cruzeiros insurgidos, apesar dos ataques que realizaram em diferentes portos do Mediterráneo, não fizeram ato de presença pela capital malacitana.
Realizou uns excelentes relatórios sobre o torpedeamento do cruzeiro  Miguel de Cervantes em Cartagena e o afundamento do submarino C-3 em frente à costa de Málaga.
Em seu incansável atividade, no dia 1 de janeiro de 1937 encontrava-se a bordo de um avião reconhecendo o litoral granadino tentando localizar ao vapor Aragón pertencente à Marinha republicana, o qual tinha sido sequestrado pelo acorazado alemão Graf Spee. Depois de aterrar em Málaga, no dia 2 de janeiro de 1937 dirigia-se com o Chefe da Base naval  Baudilio Sanmartín para as instalações da Comandancia militar situada na rua Casas de Campos, quando à altura da rua Córdoba foram surpreendidos pelo ataque de nove aviões alemães  Junker 52  que bombardearam intensamente a capital e o porto, sendo atingido mortalmente pela explosão de uma bomba. Foi enterrado ao dia 3 de janeiro de 1937 na capital malagueña. Teve um enterro de herói,  todos os marinhos da Base naval que não se encontravam de guarda foram a lhe render honras junto ao povo malagueño que acompanhou o caixão com os punhos em alto  e gritando Vivas à República! Seus restos descansam no Cemitério Histórico de San Miguel de Málaga: panteón da Hermandad de nosso pai Jesús Nazareno de San Juan, rua Santa Ana, jardim nove.

## Carreira militar
- Comandante submarino C-2 (1936)
- Chefe da frota submarina no Cantábrico (1936)
- Comandante submarino C-6 (1936)
- Chefe da frota submarina Republicana (1936)